# Rhabdoblatta bielawskii
Rhabdoblatta bielawskii är en kackerlacksart som beskrevs av Bei-Bienko 1970. Rhabdoblatta bielawskii ingår i släktet Rhabdoblatta och familjen jättekackerlackor.
Artens utbredningsområde är Vietnam. Inga underarter finns listade i Catalogue of Life.